# Villiers-en-Bois
Pour les articles homonymes, voir Villiers.
Villiers-en-Bois est une commune du Centre-Ouest de la France située dans le département des Deux-Sèvres, en région Nouvelle-Aquitaine.

## Géographie

### Climat
Le climat qui caractérise la commune est qualifié, en 2010, de « climat océanique franc », selon la typologie des climats de la France qui compte alors huit grands types de climats en métropole. En 2020, la commune ressort du type « climat océanique » dans la classification établie par Météo-France, qui ne compte désormais, en première approche, que cinq grands types de climats en métropole. Ce type de climat se traduit par des températures douces et une pluviométrie relativement abondante (en liaison avec les perturbations venant de l'Atlantique), répartie tout au long de l'année avec un léger maximum d'octobre à février.
Les paramètres climatiques qui ont permis d’établir la typologie de 2010 comportent six variables pour les températures et huit pour les précipitations, dont les valeurs correspondent à la normale 1971-2000. Les sept principales variables caractérisant la commune sont présentées dans l'encadré ci-après.
| Paramètres climatiques communaux sur la période 1971-2000 - Moyenne annuelle de température : 12,2 °C - Nombre de jours avec une température inférieure à −5 °C : 2,1 j - Nombre de jours avec une température supérieure à 30 °C : 5,9 j - Amplitude thermique annuelle : 14,5 °C - Cumuls annuels de précipitation : 928 mm - Nombre de jours de précipitation en janvier : 12,2 j - Nombre de jours de précipitation en juillet : 7,1 j |

Avec le changement climatique, ces variables ont évolué. Une étude réalisée en 2014 par la Direction générale de l'Énergie et du Climat complétée par des études régionales prévoit en effet que la  température moyenne devrait croître et la pluviométrie moyenne baisser, avec toutefois de fortes variations régionales. La station météorologique de Météo-France installée sur la commune et en service de 1997 à 2014 permet de connaître l'évolution des indicateurs météorologiques. Le tableau détaillé pour la période 1981-2010 est présenté ci-après.
| Mois                                  | jan.           | fév.           | mars          | avril         | mai           | juin          | jui.          | août          | sep.          | oct.          | nov.           | déc.           | année      |
| ------------------------------------- | -------------- | -------------- | ------------- | ------------- | ------------- | ------------- | ------------- | ------------- | ------------- | ------------- | -------------- | -------------- | ---------- |
| Température minimale moyenne (°C)     | 1,8            | 1,7            | 3,4           | 5,2           | 8,6           | 11,4          | 12,3          | 12,2          | 9,8           | 8,1           | 3,9            | 1,7            | 6,7        |
| Température moyenne (°C)              | 5,5            | 6,3            | 8,8           | 11,3          | 14,8          | 18,5          | 19,6          | 19,7          | 16,8          | 13,6          | 8,3            | 5,4            | 12,4       |
| Température maximale moyenne (°C)     | 9,1            | 10,9           | 14,3          | 17,3          | 21,1          | 25,6          | 27            | 27,2          | 23,9          | 19            | 12,6           | 9,2            | 18,1       |
| Record de froid (°C) date du record   | −12,1 13.01.03 | −15,8 12.02.12 | −14 01.03.05  | −5,3 07.04.08 | −2,5 14.05.10 | 2,2 01.06.06  | 4,4 16.07.01  | 3,8 31.08.10  | −1,4 26.09.10 | −4,9 18.10.10 | −10,8 16.11.07 | −12,2 17.12.09 | −15,8 2012 |
| Record de chaleur (°C) date du record | 18,3 26.01.08  | 20,7 28.02.09  | 27,5 20.03.05 | 31,2 30.04.05 | 33,8 30.05.01 | 38,2 22.06.03 | 39,6 18.07.06 | 41,8 09.08.03 | 36,8 03.09.05 | 30,6 03.10.11 | 21,5 01.11.14  | 19,3 07.12.00  | 41,8 2003  |
| Précipitations (mm)                   | 69,8           | 55,1           | 71,3          | 61,9          | 70,5          | 41,6          | 53            | 47,8          | 54,5          | 85,7          | 92,3           | 84,9           | 788,4      |

## Urbanisme

### Typologie
Au 1er janvier 2024, Villiers-en-Bois est catégorisée commune rurale à habitat très dispersé, selon la nouvelle grille communale de densité à sept niveaux définie par l'Insee en 2022.
Elle est située hors unité urbaine. Par ailleurs la commune fait partie de l'aire d'attraction de Niort, dont elle est une commune de la couronne,. Cette aire, qui regroupe 91 communes, est catégorisée dans les aires de 50 000 à moins de 200 000 habitants,.

### Occupation des sols
L'occupation des sols de la commune, telle qu'elle ressort de la base de données européenne d’occupation biophysique des sols Corine Land Cover (CLC), est marquée par l'importance des forêts et milieux semi-naturels (85,6 % en 2018), une proportion sensiblement équivalente à celle de 1990 (85,8 %). La répartition détaillée en 2018 est la suivante : 
forêts (74,8 %), terres arables (11 %), milieux à végétation arbustive et/ou herbacée (10,7 %), zones agricoles hétérogènes (3,4 %). L'évolution de l’occupation des sols de la commune et de ses infrastructures peut être observée sur les différentes représentations cartographiques du territoire : la carte de Cassini (XVIIIe siècle), la carte d'état-major (1820-1866) et les cartes ou photos aériennes de l'IGN pour la période actuelle (1950 à aujourd'hui).

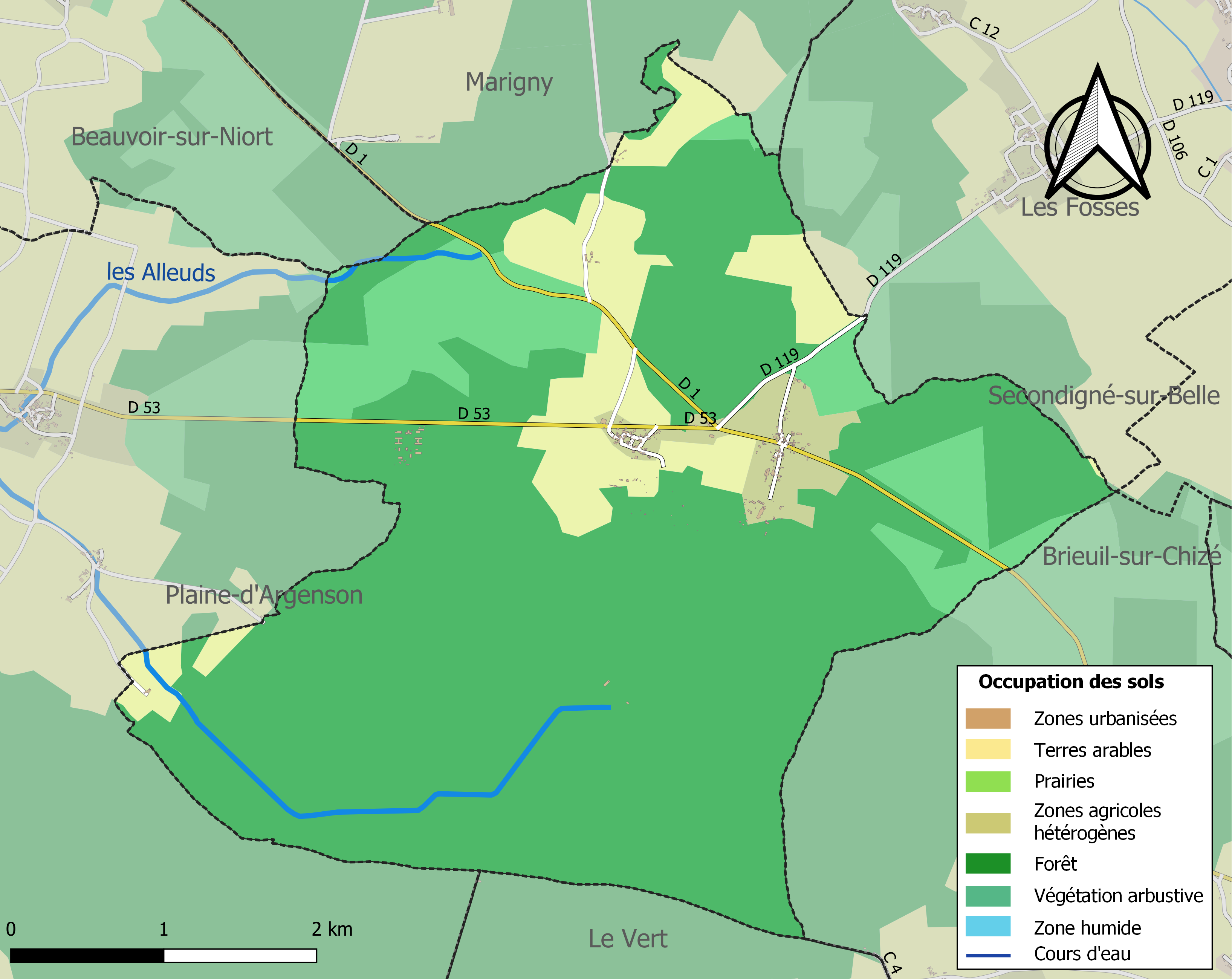
Carte des infrastructures et de l'occupation des sols de la commune en 2018 (CLC).

### Risques majeurs
Le territoire de la commune de Villiers-en-Bois est vulnérable à différents aléas naturels : météorologiques (tempête, orage, neige, grand froid, canicule ou sécheresse), mouvements de terrains et séisme (sismicité modérée). Un site publié par le BRGM permet d'évaluer simplement et rapidement les risques d'un bien localisé soit par son adresse soit par le numéro de sa parcelle.

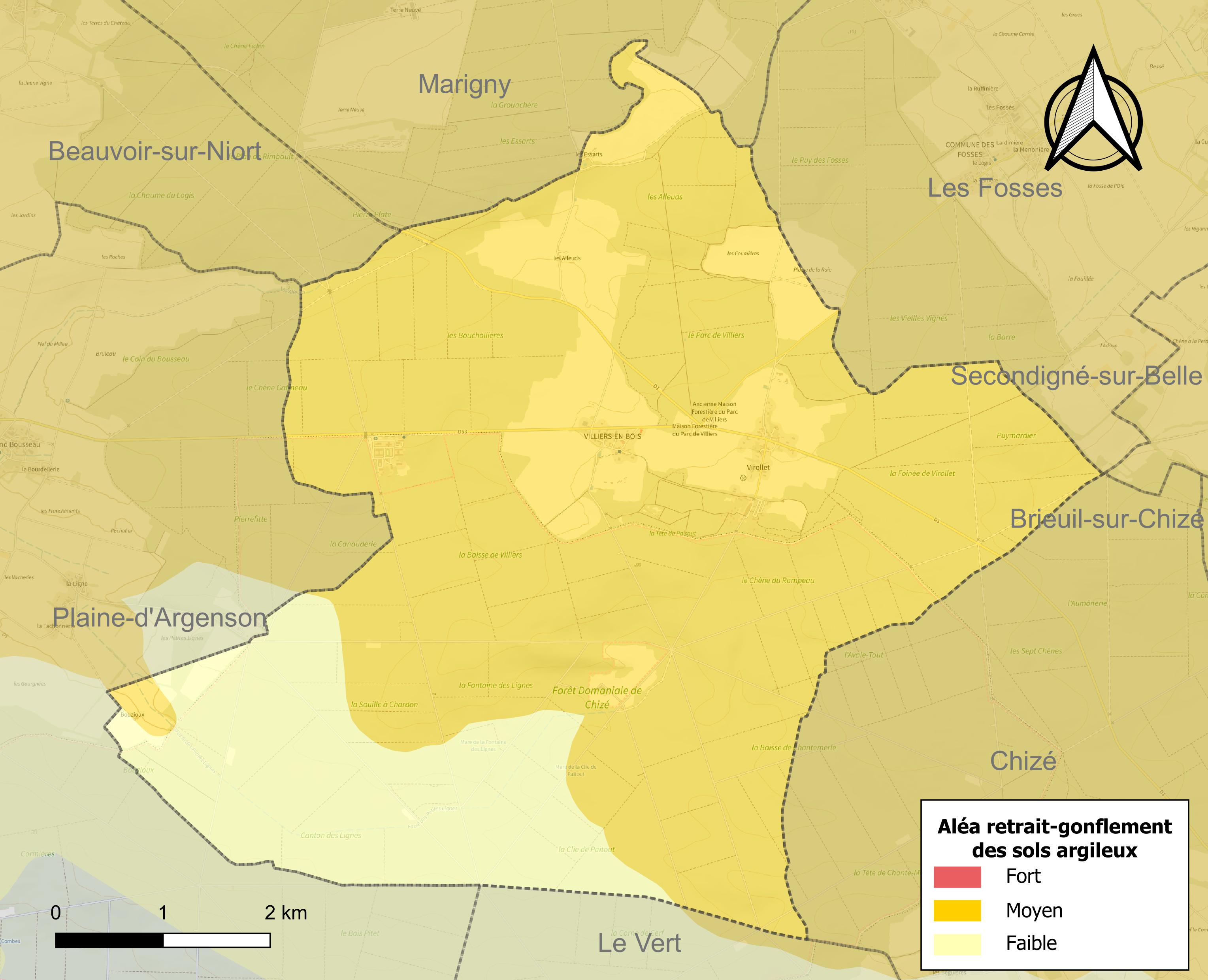
Carte des zones d'aléa retrait-gonflement des sols argileux de Villiers-en-Bois.

Les mouvements de terrains susceptibles de se produire sur la commune sont des tassements différentiels. Le retrait-gonflement des sols argileux est susceptible d'engendrer des dommages importants aux bâtiments en cas d’alternance de périodes de sécheresse et de pluie. 81,4 % de la superficie communale est en aléa moyen ou fort (54,9 % au niveau départemental et 48,5 % au niveau national). Depuis le 1er octobre 2020, en application de la loi ELAN, différentes contraintes s'imposent aux vendeurs, maîtres d'ouvrages ou constructeurs de biens situés dans une zone classée en aléa moyen ou fort,.
La commune a été reconnue en état de catastrophe naturelle au titre des dommages causés par les inondations et coulées de boue survenues en 1982, 1999 et 2010 et par des mouvements de terrain en 1999 et 2010.

## Économie
Il n'y a aucun commerce.

## Politique et administration
| Période   | Période   | Identité         | Étiquette | Qualité |
| --------- | --------- | ---------------- | --------- | ------- |
| mars 2001 | mars 2008 | Daniel Guérineau |           |         |
| mars 2008 | mars 2014 | Lucien Tréguier  |           |         |
| mars 2014 | en cours  | Patrice HUCTEAU  |           |         |

## Démographie
L'évolution du nombre d'habitants est connue à travers les recensements de la population effectués dans la commune depuis 1793. Pour les communes de moins de 10 000 habitants, une enquête de recensement portant sur toute la population est réalisée tous les cinq ans, les populations de référence des années intermédiaires étant quant à elles estimées par interpolation ou extrapolation. Pour la commune, le premier recensement exhaustif entrant dans le cadre du nouveau dispositif a été réalisé en 2007.

En 2022, la commune comptait 124 habitants, en évolution de −0,8 % par rapport à 2016 (Deux-Sèvres : +0,18 %, France hors Mayotte : +2,11 %).
| 1793 | 1800 | 1806 | 1821 | 1831 | 1836 | 1841 | 1846 | 1851 |
| ---- | ---- | ---- | ---- | ---- | ---- | ---- | ---- | ---- |
| 172  | 202  | 185  | 214  | 196  | 213  | 207  | 222  | 194  |

| 1856 | 1861 | 1866 | 1872 | 1876 | 1881 | 1886 | 1891 | 1896 |
| ---- | ---- | ---- | ---- | ---- | ---- | ---- | ---- | ---- |
| 189  | 180  | 190  | 184  | 207  | 206  | 224  | 202  | 215  |

| 1901 | 1906 | 1911 | 1921 | 1926 | 1931 | 1936 | 1946 | 1954 |
| ---- | ---- | ---- | ---- | ---- | ---- | ---- | ---- | ---- |
| 206  | 184  | 179  | 172  | 177  | 177  | 171  | 180  | 161  |

| 1962 | 1968 | 1975 | 1982 | 1990 | 1999 | 2006 | 2007 | 2012 |
| ---- | ---- | ---- | ---- | ---- | ---- | ---- | ---- | ---- |
| 141  | 115  | 104  | 106  | 135  | 150  | 156  | 154  | 133  |

| 2017 | 2022 | - | - | - | - | - | - | - |
| ---- | ---- | - | - | - | - | - | - | - |
| 123  | 124  | - | - | - | - | - | - | - |

## Lieux et monuments
- Zoodyssée, le parc animalier et zoologique de la forêt de Chizé, présente un échantillon de la grande faune européenne. Créé par le conseil général des Deux-Sèvres, l'Office national des forêts et le Centre d'études biologiques de Chizé, Zoodyssée met en valeur les animaux sauvages d'Europe. Il développe des outils pédagogiques de sensibilisation à la nature (Site Web).
- Église Saint-Romain de Villiers-en-Bois.
- Le Prioulet, structure communale d'hébergement (Site Web).